# Kerülen járás (Hentij)
Kerülen járás (mongol nyelven: Хэрлэн сум) Mongólia Hentij tartományának egyik járása. Területe 3800 km². Népessége kb. 18 000 fő (Öndörhánnal együtt).
A járás székhelye és a tartomány székhelye is Öndörhán.